# Kindred: The Embraced
Kindred: The Embraced foi uma série para a televisão do canal FOX, sob a influência direta do livro de RPG Vampiro: A Máscara, com oito episódios no gênero Realidade Fantástica, ambientados nas noites da cidade de São Francisco, EUA.
Mark Rein-Hagen, envolvido na concepção do RPG, assinou a série, tendo Aaron Spelling como um dos produtores.
Tais episódios foram ao ar em 1996.
Com personagens expostos em suas existências imortais e motivações algumas vezes intensamente humanas, o enredo abraça personagens que representam hierarquicamente seus clãs, ou suas famílias de vampiros. Gradativamente descobrindo esse universo paralelo, encontra-se o policial humano Frank Kohanek (interpretado por C. Thomas Howell), que investiga um mafioso Julian Luna (interpretado por Mark Frankel), na realidade da trama o Príncipe, ocupante do posto mais alto da organização não-humana da cidade. Na movimentação noturna de seus personagens, ocorrem a necessidade de sangue e o Abraço que drena o sangue humano, criando novos vampiros para uma sociedade dividida em Clãs, deveres e uma paixão maior que qualquer consciência ou culpa.
Enquanto todas as pressões sobre o cargo do Principado são deveres cautelosamente cumpridos, Julian Luna se apaixona pela repórter humana Caitilin (interpretada por Kelly Rutherford), com quem tenta viver encontros tranquilos, quando tudo o mais é surreal, entre trocas de tiros e poderes impressionantes passados através do sangue.